# Hell Is for Heroes
Hell Is for Heroes is een Amerikaanse oorlogsfilm uit 1962 onder regie van Don Siegel. In Nederland werd de film destijds uitgebracht onder de titel Helden sterven jong.

## Verhaal
Tijdens de Tweede Wereldoorlog wordt een peloton vlak bij een Duitse bunker gestationeerd. Ze blijken daar de enige aanwezige soldaten te zijn. Er is ook een andere divisie naar een andere plaats gezonden. Zij moeten er hun positie verdedigen en wachten met de overname van de bunker tot de andere divisie arriveert.

## Rolverdeling
| Acteur          | Personage         |
| --------------- | ----------------- |
| Steve McQueen   | Soldaat Reese     |
| Bobby Darin     | Soldaat Corby     |
| Fess Parker     | Sergeant Pike     |
| Harry Guardino  | Sergeant Larkin   |
| James Coburn    | Korporaal Henshaw |
| Bob Newhart     | Soldaat Driscoll  |
| Nick Adams      | Homer Janaczek    |
| Stephen Ferry   | Sergeant Morgan   |
| Mike Kellin     | Soldaat Kolinsky  |
| Simon Prescott  | Thomas            |
| Joseph Hoover   | Kapitein Loomis   |
| Robert Phillips | Chauffeur         |
| Bill Mullikin   | Soldaat Cumberly  |
| L.Q. Jones      | Sergeant Frazer   |
| Don Haggerty    | Kapitein Mace     |